# Симс, Кайла
Кайла Мари Симс (родилась 14 августа 1999 г.), известна под псевдонимом lilsimsie на YouTube, ютуберка и стримерка на Twitch из США. Наиболее известна  игрой в The Sims 4 и сотрудничеством с EA в таких проектах, как The Sims 4: Snowy Escape и EA Game Changers.

## Карьера

### YouTube
Симс начала создавать видеоролики по игре The Sims на YouTube в 2015 году Самое популярное видео Sims на YouTube: "I left The Sims unpaused all night by accident and THIS is what happened..." набрал более 1,2 миллиона просмотров.  По состоянию на май 2021 года у ролика более миллиона подписчиков.
Кайла придумала испытание «Волчья стая», в котором используется дополнение «The Sims 4: Кошки и собаки», и испытания «Не такая уж и ягода», созданного вместе с её подругой Зои. В 2019 году для своего сейва «Simsie», в которой она улучшает игровые миры и персонажей, Sims сделала все туалеты в своем сохранении гендерно-нейтральными. Одной из самых продолжительных серий Кайлы на YouTube была серия «100 Baby Challenge», в которой она проходила 100 Baby Challenge в The Sims 4 в течение пяти лет.
В июльском патче 2020 года для The Sims 4 всем коровьим растениям в игре было присвоено имя по умолчанию «Little Simzee» в знак уважения к кампании Кайлы за возможность называть коровьи растения в игре. Частью этой кампании было добавление #justiceforcowplants в тренды в галерее Sims с помощью задачи по сборке «оболочек домов». В августе 2020 года Симс присоединилась к другим ютуберам Sims, выступившим против отсутствия разнообразия оттенков кожи в The Sims 4 .
Симс - судья шоу-конкурса создателей игр на YouTube, uTure.

### Twitch
У Кайлы есть канал Twitch с более чем 724 000 подписчиков, где она ведет трансляции шесть дней в неделю. В 2018 году Симс была номинирована на премию «Стример года» на Summer in the City за свою трансляцию на Twitch. В январе 2021 года фотография её кошки на один день стало эмодзи PogChamp на Twitch.
В мае 2021 года Симс приняла участие в благотворительном сборе средств для St. Jude Play Live 2021 и собрала более 300000 USD для детской больницы. В июне 2021 года Симс собрала 15000 USD для Юридического центра трансгендеров во время благотворительной трансляции В августе 2021 года Симс собрала более 100 000 USD для AbleGamers, чтобы помочь Стивену Спону достичь своей цели по сбору средств на день рождения в 1 000 000 USD.. В мае 2022 года Симс собрала 366 535 USD для Детской исследовательской больницы Св. Иуды.
Кайла в составе команды Sandy's Candies со стримерами brandiganBTW, Fuzzireno и TheHaboo выиграла первый Кубок Stardew Valley в сентябре 2021 года
В мае 2022 года Симс вернулась к теме своего самого популярного видео, оставив свою игру Sims 4 без паузы на всю ночь, но на этот раз в трансляции Twitch, а не видео на YouTube.

### Прочее
В октябре 2020 года Симс объявила о коллаборации с дополнением The Sims 4: Snowy Escape, создав для игры три участка: 6-4-1 Ханамигава, 5-6-1 Синриноку и 2-5-1 Вакабамори.
Кайла также создаёт контент для TikTok . В январе 2022 года она сделала TikTok, объясняя режим от первого лица в Sims 4 и изображая сима, готовящего сыр на гриле, но он был удален из-за «наготы и сексуальной активности». Позже TikTok был восстановлен и набрал более 500 000 просмотров.

## Образование
Кайла училась в Университете Центральной Флориды. Изначально она специализировалась на цифровых медиа, но в 2018 году переключилась на историю. В мае 2020 года окончила колледж со степенью бакалавра истории.

## Личная жизнь
Симс начала играть в The Sims, когда ей было 12 лет , и особенно заинтересовалась игрой после того, как у её отца диагностировали рак, когда ей было 14 лет Симс объяснила, что игра помогла ей справиться с диагнозом отца, используя её как «эскапизм».
У Кайлы есть младшие брат и сестра Бретт и Шенна.
Симс вышла замуж за стримера Дэна Гренандера 25 августа 2021 . Ранее Гренандер переехал в Соединённые Штаты, чтобы жить с ней в июле 2021 года по визе K1 из Великобритании . Они подали заявку на визу K1 в феврале 2020 года Гренандер стримит на Twitch под именем «duckdan» и загружает видео на связанный с ним канал YouTube под тем же названием. Гренандер часто играет в такие игры, как Dead by Daylight, Fall Guys и Minecraft . Они часто вместе играют в такие игры, как Mario Kart, Among Us и Fall Guys . Живут в Овьедо, Флорида .